# Zeytindağ
Zeytindağ en una ciudad turca de la provincia de Esmirna.

## Geografía
Zeytindağ (literalmente «montaña de olivos») es una ciudad en el [distrito de Bergama de la provincia de Izmir de Turquía. Se encuentra a 4 kilómetros al este del lado del mar Egeo ya 5 kilómetros  al sur del valle de Bakırçay. La distancia a Bergama es de 25 kilómetros y a Esmirna es de 80 kilómetros. La población es 3079 a fecha de 2012.
Su economía se basa en la agricultura (aceite de oliva y cultivo de algdón y maíz) y en la ganadería.

## Historia
Su historia de se remonta a la Antigüedad. Hay ruinas a un kilómetro al oeste del centro de Zeytindağ. Se cree que estos restoss pertenecen a la antigua ciudad portuaria de Elea. Esta ciudad fue fundada antes de que los jonios se establecieron en las costas del mar Egeo. Floreció durante el reino de Pérgamo. Después de que la línea de la costa retrocediera debido a la acumulación gradual de depósitos aluviales, Elea perdió su importancia anterior.
Según la página web de la ciudad, el antiguo nombre de la ciudad en las edades medievales era Kilisköy o Kiliseköy, que se refiere al suelo calcáreo alrededor de la ciudad (Kilis significa lima en turco otomano) En 1909, la ciudad pasó a llamarse Reşadiye en homenaje al sultán otomano Mehmet V, (también llamado Reşat) y luego Zeytindağ, que hace referencia a la producción de aceitunas de la ciudad. Curiosamente, el nombre Elea parece significar olivar y el nombre actual de la ciudad Zeytindağ significa montaña de olivos. En 1953, el pueblo fue declarado sede del municipio.
En 2016, hubo una iniciativa popular de sus habitantes de recogida de firmas para la convocatoria de un referéndum con el propósito de unirse a la ciudad de Aliağa.